# Ветеринарная психоневрология
Ветеринарная психоневрология — новая, развивающаяся с начала 2000-х гг. отрасль ветеринарной медицины, изучающая деятельность нервной системы как единого целого (в отличие от неврологии), её управляющую и регулирующую роль в организме, а также взаимосвязи между процессами в нервной системе и других системах организма. Дисциплина возникла на стыке зоопсихологии и неврологии, откуда и получила своё название.
Основу для исследования деятельности нервной системы заложили работы И. М. Сеченова, И. П. Павлова, В. М. Бехтерева, А. А. Ухтомского и других ученых. Эти работы составили базу для целого ряда направлений в физиологии и медицине. В частности, на основе этих данных стали развиваться нейрофизиология, физиология ВНД и Психоневрология // 1. Малая медицинская энциклопедия. — М.: Медицинская энциклопедия. 1991—96 гг. 2. Первая медицинская помощь. — М.: Большая Российская Энциклопедия. 1994 г. 3. Энциклопедический словарь медицинских терминов. — М.: Советская энциклопедия. — 1982—1984 гг.. Медицина человека в этом отношении продвинулась намного дальше ветеринарной медицины, но пошла свойственным ей путём, углубляя изучение систем организма путём выделения и разобщения смежных дисциплин. Так, например, в медицине человека психоневрология была разделена на две части: одна была отнесена к психологии, другая — к неврологии (невропатологии). Однако, следует отметить, что, хотя конечной целью было познание материальных основ психики человека, большинство исследований в области физиологии и основ деятельности нервной системы выполнялось на животных. Благодаря современным разработкам в зоопсихологии и созданию нового объективного метода исследования психики животных появилась возможность перенести значительную часть этих наработок на животных.
Одним из ключевых понятий В.п. является психический (эмоциональный) стресс как причина большинства психологических расстройств. Патофизиология стресса впервые описана Г.Селье, однако, в отличие от смежной дисциплины, ветеринарной психоневрологии, в В.п. нет необходимости изучать весь комплекс изменений. Серьезный толчок развитию этих дисциплин дали работы С.И.Лютинского, изучавшего различные проявления стресса у животных.
В ветеринарной медицине предпринимались также попытки исследования возможностей фармакологической коррекции нервных и психических расстройств, но существенных результатов в этой области достигнуть пока не удалось. В ветеринарной практике используются лишь комплексные препараты седативного действия, адаптогены, иногда — ноотропные средства и, в случае судорожного синдрома (так называемые «эпилепсии» ) — антиконвульсанты разных групп. Причем часто выбор этих средств оказывается случайным.
Также основу специальности составили сведения о взаимосвязи биохимических и эндокринных процессов с деятельностью нервной системы, а также учение о стрессе, созданное Г. Селье. Развитие же ветеринарной психоневрологии как самостоятельной дисциплины стало возможным благодаря новейшим разработкам в зоопсихологии, позволяющим моделировать и исследовать психическую деятельность животных.
Очевидно, что выживание как главная функция живого организма требует постоянных адекватных приспособительных реакций на любые события во внешней и внутренней среде. В эволюционном плане эта идея была разработана Ч. Дарвином, описавшим психическое и поведенческое приспособление как «механизм быстрого реагирования» на изменения среды. В онтогенетическом плане выживание обеспечивается именно этим видом реакций, поскольку об изменениях морфологии организма речь идти не может. Следовательно, ЦНС является основным звеном, осуществляющим адекватные реакции живого существа. При этом отправной точкой любой реакции организма является восприятие и переработка информации об изменениях внешней и/или внутренней среды, то есть, психические процессы. Впоследствии нервная система посылает сигналы в необходимые исполнительные системы — от желез внутренней секреции до скелетных мышц, реализуя тем самым реакции, необходимые для эффективной адаптации.
Системный подход в ветеринарной психоневрологии смыкается с представлением о центральной управляющей роли нервной системы («нервизм») и отталкивается от тезиса о единстве нервной системы. Её подразделение на отделы условно и предназначено для локального исследования функций. В действительности же нервные процессы имеют сквозную организацию — «снизу вверх» от периферических сенсорных отделов по афферентным нервам до соответствующих им центров головного мозга и «сверху вниз» по эфферентным путям к исполнительным органам. Одновременно эти процессы, в зависимости от их значимости, могут затрагивать и разные уровни психики.
Нервные реакции являются наиболее быстрым и непосредственным управляющим механизмом. Под их влиянием развиваются эндокринные процессы, протекающие более медленно и поддерживающие состояние готовности к действиям в течение более длительного времени.
Следовательно, реакцию на какие-либо события можно представить как сложную последовательность нервных и эндокринных процессов. Например, при известной автономии сердечная мышца управляется нервной системой. При сбоях в регуляции сердечной деятельности возможно, в том числе, перенапряжение сердечной мышцы или сосудистые реакции, приводящие к нарушению её кровоснабжения. В результате возможно развитие патологического процесса. Нарушения же в управлении иммунными реакциями способны вызвать отклонения в развитии общих и специфических иммунных реакций, а следовательно, существенно облегчить, в том числе, внедрение инфекций.
Таким образом, кроме расстройств психики, нарушения в деятельности нервной системы способны привести, в том числе, и к развитию самых разнообразных соматических патологий.
Наиболее интересными с практической точки зрения являются психомоторика, то есть, взаимное влияние моторики и организации нервных процессов, и психосоматика — в части влияния психических и нервных процессов на регулирование деятельности всех систем организма. Исследование динамики этих процессов позволяет установить причины, приводящие к развитию тех или иных состояний, а следовательно, при необходимости и выбирать пути коррекции этих состояний.
Развитие методов современной зоопсихологии и ветеринарной психоневрологии позволило выделить пограничную дисциплину - ветеринарную психологию. В отличие от ветеринарной психоневрологии, рассматривающей психосоматику преимущественно как развитие соматических расстройств на почве аномалий психики, одним из предметов ветеринарной психологии являются психологические последствия соматических расстройств.